# Andréi Kabánov
Andréi Víktorovich Kabánov –en ruso, Андрей Викторович Кабанов – (Taganrog, 9 de agosto de 1971) es un deportista ruso que compitió en piragüismo en la modalidad de aguas tranquilas. Ganó once medallas en el Campeonato Mundial de Piragüismo entre los años 1993 y 2002, y cuatro medallas en el Campeonato Europeo de Piragüismo entre los años 1999 y 2001.

## Palmarés internacional
| Campeonato Mundial | Campeonato Mundial        | Campeonato Mundial | Campeonato Mundial |
| Año                | Lugar                     | Medalla            | Competición        |
| ------------------ | ------------------------- | ------------------ | ------------------ |
| 1993               | Copenhague (Dinamarca)    | Medalla de plata   | C4 500 m           |
| 1993               | Copenhague (Dinamarca)    | Medalla de plata   | C4 1000 m          |
| 1994               | Ciudad de México (México) | Medalla de oro     | C4 200 m           |
| 1997               | Dartmouth (Canadá)        | Medalla de bronce  | C4 500 m           |
| 1998               | Szeged (Hungría)          | Medalla de plata   | C4 1000 m          |
| 1998               | Szeged (Hungría)          | Medalla de bronce  | C4 200 m           |
| 1998               | Szeged (Hungría)          | Medalla de bronce  | C4 500 m           |
| 1999               | Milán (Italia)            | Medalla de oro     | C4 200 m           |
| 1999               | Milán (Italia)            | Medalla de oro     | C4 500 m           |
| 1999               | Milán (Italia)            | Medalla de oro     | C4 1000 m          |
| 2002               | Sevilla (España)          | Medalla de plata   | C4 500 m           |
| Campeonato Europeo |                           |                    |                    |
| Año                | Lugar                     | Medalla            | Competición        |
| 1999               | Zagreb (Croacia)          | Medalla de oro     | C4 500 m           |
| 1999               | Zagreb (Croacia)          | Medalla de oro     | C4 1000 m          |
| 2000               | Poznań (Polonia)          | Medalla de oro     | C4 500 m           |
| 2001               | Milán (Italia)            | Medalla de oro     | C4 500 m           |